# 迦楼羅 (航空機)
迦楼羅（かるら）は、日本の「Silever Shooting Stars」によって製作された人力羽ばたき飛行機（オーニソプター）。

## 経緯
航空宇宙技術研究所飛行実験部の研究者だった原田正志が、京都大学航空学科の学生だった頃から私的な立場で進めていた人力羽ばたき機の研究を前身として、1993年（平成5年）5月5日に結成されたプロジェクトチーム「Silever Shooting Stars」によって、同年6月1日より製作が始められた。Silever Shooting Starsは原田を主任設計者、森亜紀子を代表としており、京大バードマンチームのOB、京大航空学科や京都女子大学の学生などがメンバーを構成していた。東京、滋賀、京都の3グループに別れて各部の設計や部品の製作を行った後、京大吉田寮内で全体作業に着手。初飛行の場所にはかかみがはら航空宇宙博物館（空宙博）の建設予定地が選ばれ、製作の最終段階は空宙博の仮倉庫に移送された後に行われた。
空宙博や各務原市の協力も受けつつ1993年12月12日にロールアウトを迎え、この時に「迦楼羅」と命名されている。空気密度が濃くなり浮力を得やすくなることから、気温が冷え込む早朝が飛行タイミングに選ばれ、同年12月19日の夜明け前より、空宙博建設用地にベニヤ板で仮設された滑走路からの初飛行が試みられた。飛行前、右主翼の下を通り抜けようとした観客の1人が張線に接触したことで、羽ばたき翼の付け根が折れる損傷を受ける。この損傷をその場で補修した後、羽ばたきなしの人力牽引による有人水平飛行試験に臨んだが、加速中に右翼の補修箇所が捻れを起こしてグラウンドループに陥り、地上に激突。機体は大破しパイロットも軽傷を負った。
破壊された機体は京大宇治キャンパスに移送された後、森に代わってチーム代表となった河合一穂の自宅で保管されているが、宇治キャンパスへの移送後にチームは活動を休止しており、水平飛行試験の後に行われる予定だった羽ばたきによる記録飛行は実施されずに終わっている。また、記録飛行の後には空宙博へと収蔵される予定だったが、こちらも実現していない。原田はその後も羽ばたき機の研究を続けており、「新迦楼羅」のコンセプトも纏められている。
なお、羽ばたきによる飛行が実現していた場合、世界初の人力羽ばたき飛行の記録となるはずだった。

## 機体
人力による羽ばたき飛行を実現するために、安全のための設計余裕よりも軽量化を優先した設計がなされている。主翼は内翼が固定翼、外翼が羽ばたき翼となった矩形翼で、パイロットはコクピット内のレバーと足台を用いて、羽ばたき翼下面の中程に繋げられたワイヤーを引き、羽ばたき翼を打ち下ろす。翼に設けられた上下の圧力差によって、ワイヤーから手を離すと羽ばたき翼は自動的に打ち上がる。このワイヤーを引く動作と離す動作を繰り返す、新機軸の「ボート漕ぎ方式」によって羽ばたき翼を動かし推力を得る。羽ばたきの周期は2 - 3秒。また、「ボート漕ぎ」による重心の移動を避けるため、コクピットのシートにはボート用のスライディンリガーに準じた機構が備わっている。降着装置としては、胴体コクピット部分の下面に車輪が直接取り付けられている。
固定翼の骨組は炭素繊維強化プラスチック（CFRP）製、羽ばたき翼と胴体の骨組はスプルースとバルサ製で、主翼などの表面には、ガラス飛散防止用のものを転用した特殊フィルムが両面テープで張られている。胴体はトラス構造、固定翼は1本桁構造で、羽ばたき翼は1本桁構造だとする資料とボックス桁構造だとする資料がある。
水平尾翼には、機体の姿勢調節を自動化することでパイロットが翼を羽ばたかせる活動に集中できるよう、模型飛行機用のものを改良した安定増大装置が姿勢制御用のジャイロとともに取り付けられている。また、羽ばたき翼の端には、適度な捻れを得るためのタブが設けられている。

## 諸元
出典：『航空機を後世に遺す』 87頁、「人力羽ばたき飛行機「迦楼羅」」。
- 全長：8.0 m[14]あるいは9.0 m[2]
- 全幅：20.0 m[14]あるいは28.0 m[2]
- 全高：2.5 m[14]
- 主翼面積：31.4 m2[14]
- 空虚重量：30 kg[14][注 1]
- 乗員：1名